# يوكيو هاتوياما
يوكيو هاتوياما (باليابانية: 鳩山由紀夫) رئيس وزراء اليابان سابقاً وزعيم الحزب الديمقراطي الياباني، ويمثل المقاطعة التاسعة لهوكايدو في مجلس النواب الياباني. أصبح رئيس وزراء اليابان في سبتمبر 2009 بعد فوز حزبه في الانتخابات العامة التي عقدت في 30 أغسطس 2009. وفي 2 يونيو 2010 أعلن هاتوياما استقالته من منصب رئيس وزراء اليابان على خلفية تراجع شعبيته بسبب عدة عوامل من أهمها ما يتعلق بمشكلة نقل قاعدة فوتينما الجوية.

## حياته

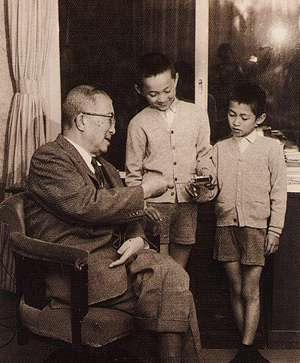
إيتشيرو هاتوياما مع حفيديه، يوكيو وكونيو

هاتوياما المولود في طوكيو، هو حفيد رئيس الوزراء السابق إيتشيرو هاتوياما، وابن وزير الخارجية السابق إيتشيرو هاتوياما. هو وشقيقه كونيو هاتوياما هما الجيل الرابع من عائلة هاتوياما السياسية. تخرج من جامعة طوكيو وحصل على درجة الدكتوراه في الهندسة من جامعة ستانفورد. كما عمل البحوث مساعد أبحاث في جامعة طوكيو وانتقل لاحقا إلى جامعة سينشو وتمت ترقيته إلى مرتبة أستاذ مساعد.

## حياته السياسية
رشح هاتوياما نفسه لمقعد والده في هوكايدو في عمر 38، وانتخب رئيسا لمجلس النواب في عام 1986 ممثلا للحزب الليبرالي الديمقراطي الحاكم. في عام 1993 غادر الحزب الليبرالي الديمقراطي لتشكيل الحزب الجديد ساكيغاكه مع ناوتو كان، ماسايوشي تاكيمورا وشوهي تاناكا. ثم غادر هو وكان للانضمام إلى حزب تشكل حديثا هو الحزب الديمقراطي الياباني.
أصبح في قيادة الحزب الديمقراطي الياباني وزعيم المعارضة من 1999 إلى 2002، عندما استقال من منصبه بعد توليه المسؤولية عن الفوضى التي نشأت من شائعات عن اندماجات مع إيتشيرو أوزاوا ثم الحزب الليبرالي. شغل منصب الأمين العام للحزب الديمقراطي الياباني قبل أن يخلف أوزاوا كزعيم للحزب بعد استقالة أوزاوا يوم 11 مايو 2009. حيث تم اختياره هاتوياما من قبل ممثلي الأحزاب في 16 مايو 2009 حيث فاز بـ 124 من أصل 219 صوت وهزم منافسه كاتسويا أوكادا.

## روابط خارجية
- يوكيو هاتوياما على موقع الموسوعة البريطانية (الإنجليزية)
- يوكيو هاتوياما على موقع مونزينجر (الألمانية)
- يوكيو هاتوياما على موقع إن إن دي بي (الإنجليزية)

## روابط إضافية
- الموقع الرسمي